# La Voz del Pueblo (diario)
La Voz del Pueblo (n. 14 de septiembre de 1902) es un diario creado en Tres Arroyos por Ricardo Fernández y Enrique Betolaza, cuya presidente es María Ramona Maciel.

## Historia
Compartió su presencia en la calle con otros medios gráficos de la ciudad que fueron desapareciendo con el tiempo, quedando la publicación de los Maciel como referente de gran parte de la historia tresarroyense. 
El diario fue adaptándose a los cambios tecnológicos y quedaron atrás los amplios talleres de la calle Colón con las linotipos, las tituleras y el olor a tinta, además de las a veces largas madrugadas de sus periodistas, a la espera de la salida de la edición de prueba. 
El diario se realiza en su edificio de San Martín 991, las computadoras han modificado los hábitos en la redacción, armado e impresión del diario ubicando a “La Voz del Pueblo” como uno de los medios más modernos en la edición impresa de noticias. 
La evolución en los formatos de comunicación no pasan desapercibidos para el centenario medio, y en la actualidad acompaña su tirada "en papel" diaria con la inmediatez de su página web y una aplicación para leer el diario completo desde dispositivos móviles, con la que busca acortar la distancia de los miles de tresarroyenses que residen lejos de la ciudad. 

### Archivo
Ubicado en el primer piso de su edificio emplazado en una de las entradas a la ciudad, La Voz del Pueblo posee uno de los más completos archivos de la vida política, social, cultural y deportiva de Tres Arroyos y la región.
Allí se conservan cada una de las ediciones que a diario acompañan la vida de los ciudadanos, desde 1902 hasta la fecha. Además, personalidades de la localidad, del país y del mundo tienen sus fichas personales, con fotos e información continuamente por interesados.

## Presidentes
- 1902-1928: Ricardo Fernandez - Enrique Betolaza
- 1928-1938: Grupo de vecinos que se hicieron cargo del diario.
- 1938-1967: Antonio Maciel
- 1967-1996: Antonio Modesto Maciel y Alberto Jorge Maciel
- 1996-2012: Alberto Jorge Maciel
- 2012-Actualidad: Maria Ramona Maciel

- Datos: Q20819472